# Doliniany (obwód iwanofrankiwski)
Doliniany (ukr. Долиняни, Dołyniany) – wieś na Ukrainie, w obwodzie iwanofrankiwskim, w rejonie rohatyńskim. W 2001 roku liczyła 1015 mieszkańców.
W 1937 w Daszawie odbyło się poświęcenie nowego budynku szkoły powszechnej.